# Hexatoma (Eriocera) sublunigera
Hexatoma (Eriocera) sublunigera is een tweevleugelige uit de familie steltmuggen (Limoniidae). De soort komt voor in het Oriëntaals gebied.